# Xanthopimpla parvula
Xanthopimpla parvula är en stekelart som beskrevs av Pisica 1984. Xanthopimpla parvula ingår i släktet Xanthopimpla och familjen brokparasitsteklar. Inga underarter finns listade i Catalogue of Life.